# Stazione di Rossiglione
Stazione di Rossiglione vasútállomás Olaszországban, Rossiglione településen.

## Vasútvonalak
Az állomást az alábbi vasútvonalak érintik:
- Asti–Genova-vasútvonal

## Kapcsolódó állomások
A vasútállomáshoz az alábbi állomások vannak a legközelebb:
- Stazione di Campo Ligure-Masone
- Stazione di Ovada